# Арабський націоналізм

Прапор Арабського повстання — основний символ арабського націоналізму та основа для прапорів багатьох арабських держав

Арабський націоналізм (араб. القومية العربية ‎— аль-кавмія аль-арабія) — світська ідеологія, що стверджує єдність арабської нації, яка має спільну мову, походження і проживає на території від Атлантичного до Індійського океану (арабський світ). Багато в чому близька до панарабізму, але не повністю синонімічна йому.

## Термінологія
Самі араби можуть використовуватиме позначення цього поняття одне з двох слів — «кавмія» (араб. قومية, походить від слова, що означає «плем'я» і відноситься скоріше до «націоналізму крові») та «ватанія» (араб. وطنية, походить від слова «батьківщина» і належить швидше до «націоналізму ґрунту»). Якщо йдеться про панарабізм, то зазвичай використовується перше поняття, якщо ж про регіональний патріотизм — друге. Також позначення народу використовується коранічне слово «шааб» (араб. الشعب Коран 49:13; пор. шуубія). Тому вищий представницький орган арабських країнах (меджліс, араб. المجلس — рада) може іменуватися або як «національний» (аль-ватані), або як «народний» ("аш-шааб).

## Історія
Виникнення арабського націоналізму збіглося за часом із кризою Османської імперії, підданими якої були араби, і повсюдним поширенням націоналізму на Заході і у світі.
У перші десятиліття XX століття максимум, на що претендували арабські націоналісти — обмежені арабські автономії у складі Османської імперії. Також вони вимагали ширшого використання арабської мови в освіті та проходження у мирний час арабськими призовниками військової служби за місцем призову.
У 1909 році в Парижі було створено товариство Аль-Фатат.
У червні 1913 р. з ініціативи «Молодоарабського товариства» у Парижі зібрався конгрес арабських організацій, який доручив керівництву «Аль-Фатат» розпочати переговори з османським урядом про надання автономії арабським вілаєтам Османської імперії. Центр «Аль-Фатат» було перенесено спочатку до Бейрута, а потім до Дамаска.
Було організовано направлення телеграм та листів із проханням здійснити план автономії в арабських вілаєтах імперії. Але молодотурецький уряд відповів на прохання арабів численними арештами та закриттям опозиційних газет та журналів в арабських вілаєтах.
Найсильнішими були позиції арабських націоналістів у Сирії, де вони виступали за створення «Великої Сирії», що об'єднує землі Сирії, Лівану, Йорданії та Палестини.
Після початку Першої світової війни переслідування урядом молодотурків таємних арабських націоналістичних товариств у Дамаску та Бейруті, страти арабських націоналістів у 1915 та 1916 роках лише зміцнили їхні позиції в арабському середовищі. У 1916 за підтримки британців в Аравії почалося Арабське повстання.
У 1918 році Османська імперія зазнала поразки у війні. Проте спроба лідера Арабського повстання Фейсала I створити єдину арабську державу не увінчалася успіхом. Почасти цьому сприяла пряма інтервенція колоніальних держав (таємна угода Сайкса — Піко, укладена між Францією та Великою Британією в 1916 році передбачала, що Велика Британія отримувала територію, що відповідає сучасним Йорданії та Іраку, а також райони навколо міст Хайфа і Акко, а Франція отримувала північний Ірак, Сирію та Ліван), почасти родоплемінні пережитки, економічна відсталість та релігійні протиріччя. Арабський націоналізм мав подолати ці проблеми.
У зовнішній політиці арабський націоналізм виходив із позицій антиімперіалізму та панарабізму. У внутрішній — з арабського соціалізму (араб. لاشتراكية ‎— іштиракія): вестернізація (нахда), республіканізм (араб. جمهورية — ‎ джумхурія ) та революції (араб. ثورة — таурат). Арабський націоналізм дистанціювався від ідеї комунізму (араб. شيوعية — ш'юї).
З самого початку націоналістичний рух в арабському світі мав підкреслено світський, секуляристський характер. Це було багато в чому пов'язано з тим, що цю ідеологію розробляли переважно араби-християни, які були особливо схильні до впливу європейських ідей секулярного націоналізму. Видатними теоретиками арабського націоналізму були Амін Рейхані, Костянтин Зурейк, Закі аль-Арсузі, Мішель Афляк та Саті аль-Хурсі. Вони підкреслювали спільність походження арабів, спільність арабської культури та історії, незалежно від релігії та за обов'язкового протиставлення арабів іншим народам.
Арабський націоналізм досягнув піку своєї популярності під час правління Гамаля Абделя Насера в Єгипті, який побудував Асуанську греблю і спробував згуртувати арабські країни у боротьбі проти Ізраїлю. Символом арабського націоналізму в ті роки став орел Саладіна .
У 1958 році Єгипет і Сирія створили Об'єднану Арабську Республіку. Були також спроби включити до неї Ірак та Північний Ємен. У 1972 році лівійський лідер Муаммар Каддафі намагався об'єднати Лівію, Єгипет та Сирію у Федерацію арабських республік. У 1974 році Каддафі вже з Хабібом Бургібою, президентом Тунісу, спробував об'єднати Лівію та Туніс. Однак жоден з цих проектів не проіснував і кілька років.
Найсильніший удар по арабському націоналізму завдала поразка арабів у Шестиденній війні 1967 року і смерть Насера; крім того, на той час колоніальна система вже практично повністю розпалася, і антиколоніальний аспект арабського націоналізму став набагато менш актуальним. Свою роль в ослабленні арабського націоналізму відіграло зростання національної самосвідомості у курдів та інших національних меншин в арабському світі. Крім цього, політичний іслам, що все більш посилюється, виступає різко проти проявів «кавмії».

## Основні діячі
- Гамаль Абдель Насер
- Муаммар Каддафі
- Хафез Асад
- Саддам Хусейн
- Ясір Арафат
- Мішель Афляк
- Жорж Хабаш